# Roy Cansdale
Roy Cansdale (* 31. Dezember 1943; † 7. November 2024 in Whitehaven) war ein britischer Jazzmusiker (Kontrabass, Gitarre, auch Banjo, Ukulele).
Cansdale stammte aus Lewes in der Grafschaft East Sussex und spielte von Anfang der 1960er-Jahre in der Gegend von Brighton Banjo, Gitarre und dann Kontrabass, bis er und seine Familie etwa 1982 nach Cumbria zogen. Dort spielte er in Bruce Carnaffins Mainline Jazz Band, in den folgenden Jahren in verschiedenen Bands, wie mit Paul Munnery in der Lake Records Jazzband, vor allem aber in Trios und Quartetten im Lake District. Weiterhin spielte er viele Jahre mit Roly Veitch und Lance Liddle im Swing City Trio, hielt Vorträge über Jazz und leitete mehrere Jahre den Kendal Jazz Club. Sein Idol als Bassist war Ray Brown. Im Bereich des Jazz war er laut Tom Lord zwischen 1993 und 2008 an fünf Aufnahmesessions beteiligt, mit der Marilyn Middleton Pollock und der Lake Records All-Star Jazzband, der Lake Records Jazzband und mit Mike Lovell/Keith Nichols (Dixieland at the Thornton Little Theatre).

## Diskographische Hinweise
- The Lake Records All-Star Jazz Band: The Rosehill Concert (Lake Records, 2009), u. a. mit Duke Heitger, Gordon Whitworth, Jeff Barnhart